# ペイズリー (イギリス)
ペイズリー （Paisley, スコットランド・ゲール語：Pàislig）は、スコットランド・レンフルーシャーの町。かつてのバラ（Burgh）。グラスゴーのおよそ南西8マイルの位置にある。人口72,970人（2004年）。町としての規模は、キルブライドに次いでスコットランド第2位である。
ペイズリーは、かつて古代ローマ時代のVanduaraのとりでがあった場所に数えられた（クラウディオス・プトレマイオスが記した）。現在のペイズリーの場所の検証はこのとりでを第一としている。12世紀には町周囲に小修道院が創建され、たちまち定住者が増えた。小修道院ができて100年のうちに、位が上がりペイズリー修道院となった。町は18世紀から19世紀に、綿織物ペイズリーの生産で有名になった。

## 語源
ペイズリーという公式名の由来は定かでない。ブリトン語のpasgill（牧草地を意味する英語pastureと同義語）、またはpasseleg（バシリカを意味する英語のbasilica）から派生したという説がある。

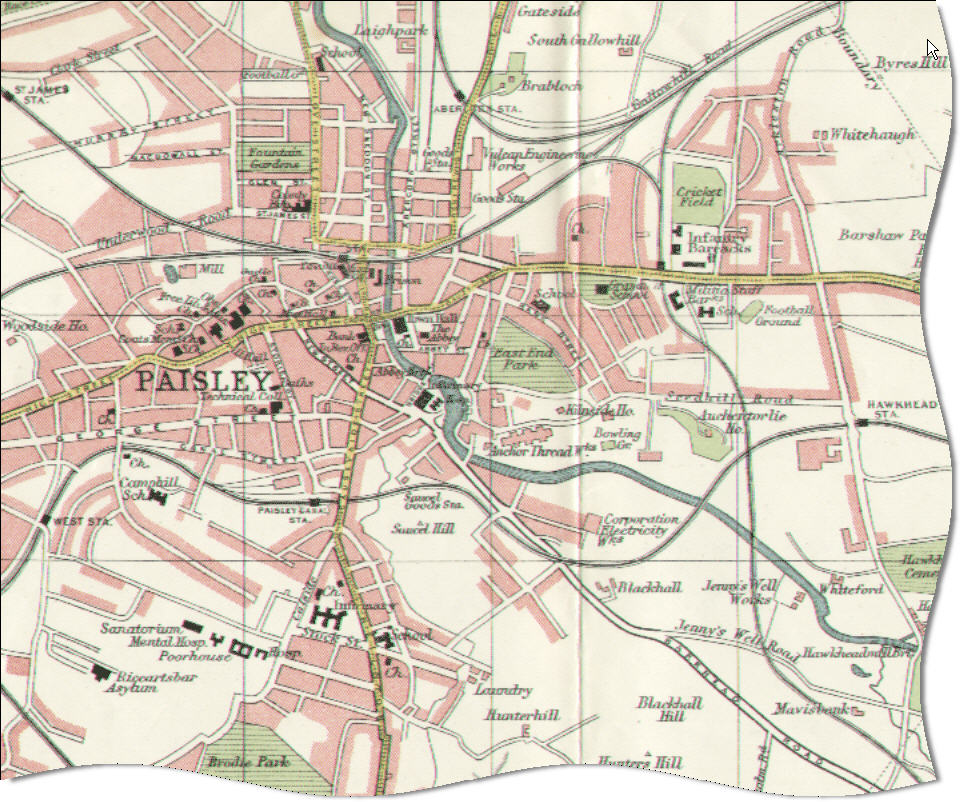
Map of Paisley in 1923

## 歴史
ペイズリーの歴史は修道院から始まる。アイルランド人の聖職者聖ミリンが、ハミルズと呼ばれたカート川の滝近くの場所に礼拝堂を建てた。ペイズリーにはストラスクライド王国の信仰中心地だったグラスゴーやゴーヴァンと一緒の、同時期の文献が欠けている。小修道院が、イングランド・シュロプシャーのクリュニー会派小修道院から枝分かれして、貴族ウォルター・フィッツアランの後援を受け1163年に建てられた。1245年、修道院の地位に昇格。修繕された修道院と近接した宮殿は中世の修道院の一部として建設され、現在はスコットランド教会の教区教会として続いている。スコットランドの主要な信仰の本拠地の一つとして、ペイズリー修道院はブルース家とステュアート家の両王家に手厚く保護された。映画『ブレイブハート』の主人公で、スコットランド独立の英雄ウィリアム・ウォレスは、ここで教育を受けた。ロバート3世（在位1390年-1406年）は修道院に埋葬された。彼の墓は現存していないが、ロバート1世の王女マージョリー・ブルース（1296年-1316年、ステュアート家の先祖の一人）の墓は、宗教改革以後も残った数少ない王族の墓の一つである。
ペイズリーはジェームズ2世と連携し、土地は単独の地方管轄権となった結果、市場、交易、商業が繁栄し始めた。1488年、町はジェームズ4世により地位が男爵領のバラとなった。
多くの交易が盛んになり、最初の学校が1577年に町議会によって建てられた。19世紀半ばから繊維業が盛んになり、町の第一の産業となった。ペイズリーは今も、19世紀半ばにカシミールから持ち込まれたショールの模造品の生産や、同じくカシミールからもたらされたペイズリー模様の生地で非常によく知られている。
繊維業の友愛会を通して、猛烈な積極姿勢を取ったことから、ペイズリーは学問が盛んで幾分急進的な町という評判をえた。この時期から、信仰に根ざした意見とアルコール飲料を飲みながらの議論が混ざり合い、夜通し繊維業者、詩人、商人、石工などの間で意見を戦わせるようになった。詩人ロバート・タンナヒルは織り手として働きながらこの会合に出席していた。

## 産業

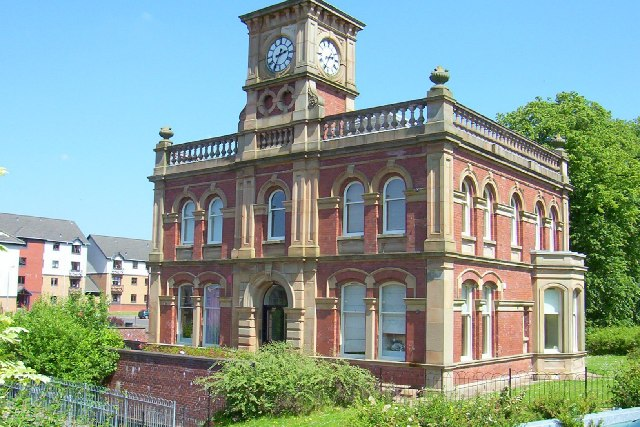
ファーガスリー製糸場（J.&P.コーツ社）

ペイズリーは繊維業で一時期有名であった。1870年代から100年近く、ペイズリー模様のショールは流行の品であった。ジャカード織機が1820年代に持ち込まれるまで、織物は家内の織機で織られていた。この改良は生産過程の工業化を牽引した。その結果として、多くの織り手が職を失い、カナダやオーストラリアへ移住していった。これら移民の一人がジョン・ハートというペイズリーの製糸場所有者で、彼はカナダ・オンタリオ州パースへ移住し、本屋と商人の店を開いた。 
湿気のある温暖な気候であるためペイズリーは、何年もの間綿の紡ぎ糸を編む産業の中心地だった。ペイズリーの最盛期だった1930年代の製糸産業では、大きな建物の中で28,000人もの労働者が働いていたという。これは同種の工場としては当時世界最大の規模であった。1950年代に入ると、化繊の糸を用いて多種多様な製品を生産できるようになったが、人件費の安いインドやブラジルなどから入ってくる輸入品に押され、生産は急速に減少していった。1980年代の後半には、ペイズリーで製糸は行われなくなっていた。しかし、製糸も織物も町に消えない証を残した。町の至る場所に、繊維業に関連した名前、コットン・ストリート、シャトル・ストリートなどが数多く残っている。
町は繊維業に関連した機械工学や、造船業などがある。多くの工場が閉鎖されたり、大手企業が撤退をした結果、町に残る企業の雇用は、スコティッシュ・ウィスキーのブレンダー及びボトリングを行うシーヴァス・ブラザーズ、スイスの製薬会社ノバルティスくらいにすぎない。どちらの会社もかつてより雇用を減らしている。
グラスゴー国際空港はペイズリーの北にあり、雇用の一大中心地である。多くのペイズリー町民が町外に働きに出、その多くはグラスゴー市中心部へ流れる。ペイズリーの交通アクセスの良さから、クライド・ヴァレー地域内の通勤を容易にしているのである。

## 建築物

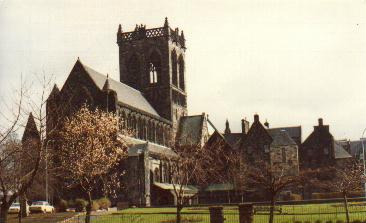
ペイズリー修道院

- ペイズリー修道院 - 歴代スコットランド王が埋葬された。
- ペイズリー・タウン・ホール

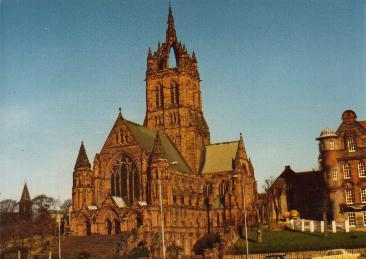
トーマス・コーツ・メモリアル教会

- トーマス・コーツ・メモリアル教会 - 新古典主義建築。ヨーロッパで最大のバプテスト教会。
- セント・ミリン教会 - 1931年完成のカトリック教会。ペイズリー司教座がおかれる。
- セント・マシューズ教会 - ナザレーン教会。
- ファーガスリー製糸場（英語版）

## 教育
- ペイズリー大学

## スポーツ
- セント・ミレンFC - サッカー・クラブ

## 交通
グラスゴー国際空港がペイズリー北部にある。また、M8道路が町北部を通る。鉄道は、グラスゴー同様インヴァクライドやエアシャーの海岸部までつながる。町内には4つの駅がある。グラスゴーと近隣の町村をつなぐバス網も整備されている。

## 姉妹都市･提携都市
- フュルト（ドイツ連邦共和国 バイエルン州）
- グラッドサクセ（デンマーク王国 デンマーク首都地方）